# ويليام لورانس (سياسي)
ويليام لورانس (بالإنجليزية: William Lawrence)‏ هو سياسي أمريكي، ولد في 2 سبتمبر 1814 في الولايات المتحدة، وتوفي في 8 سبتمبر 1895 في نفس البلد. حزبياً، نشط في الحزب الديمقراطي. وقد انتخب عضو مجلس نواب أوهايو وانتخب عضو مجلس النواب الأمريكي.